# Luca Langoni
Luca Daniel Langoni (Gregorio de Laferrere, 19 febbraio 2003) è un calciatore argentino, attaccante del N.E. Revolution.

## Carriera
All'età di 7 anni entra a far parte del settore giovanile del Boca Juniors. Nel 2022 viene promosso in prima squadra ed Il 28 gennaio firma il primo contratto professionistico.
Debutta in prima squadra il 24 giugno 2022 nel match vinto per 3-1 contro il Barracas Central.
Nella diciassettesima giornata, subentrando dalla panchina, regala una vittoria in rimonta ai gialloblu contro la capolista Atl. Tucumán,mettendo a segno una doppietta. L'allenatore Hugo Ibarra gli rinnova la fiducia e decide di schierarlo, da titolare, anche al Superclásico, poi vinto per una rete a zero. Risulta determinante ai fini della vittoria del campionato argentino, disputando complessivamente 18 partite e realizzando sei reti.
A causa di numerosi infortuni muscolari fatica ad avere continuità per tutto il 2023.
Sotto la guida tecnica di Diego Martínez acquisisce maggiore considerazione e , ritorna a segnare,dopo un anno di astinenza, in occasione del match vinto in trasferta contro il Newell's Old Boys, valevole per la Copa de la Liga Profesional 2024.

## Statistiche

### Presenze e reti nei club
Statistiche aggiornate al 23 ottobre 2022.
| Stagione        | Squadra         | Campionato      | Campionato | Campionato | Coppe nazionali | Coppe nazionali | Coppe nazionali | Coppe continentali | Coppe continentali | Coppe continentali | Altre coppe | Altre coppe | Altre coppe | Totale | Totale |
| Stagione        | Squadra         | Comp            | Pres       | Reti       | Comp            | Pres            | Reti            | Comp               | Pres               | Reti               | Comp        | Pres        | Reti        | Pres   | Reti   |
| --------------- | --------------- | --------------- | ---------- | ---------- | --------------- | --------------- | --------------- | ------------------ | ------------------ | ------------------ | ----------- | ----------- | ----------- | ------ | ------ |
| 2022            | Boca Juniors    | PD              | 18         | 6          | CA              | 2               | 1               | CL                 | 0                  | 0                  | TSA         | 1           | 0           | 21     | 7      |
| Totale carriera | Totale carriera | Totale carriera | 18         | 6          |                 | 2               | 1               |                    | 0                  | 0                  |             | 1           | 0           | 21     | 7      |

## Palmarès

### Club

#### Competizioni nazionali
- Campionato argentino: 1

Boca Juniors: 2022
- Supercopa Argentina: 1

Boca Juniors: 2022